# Mistr z Pollingu

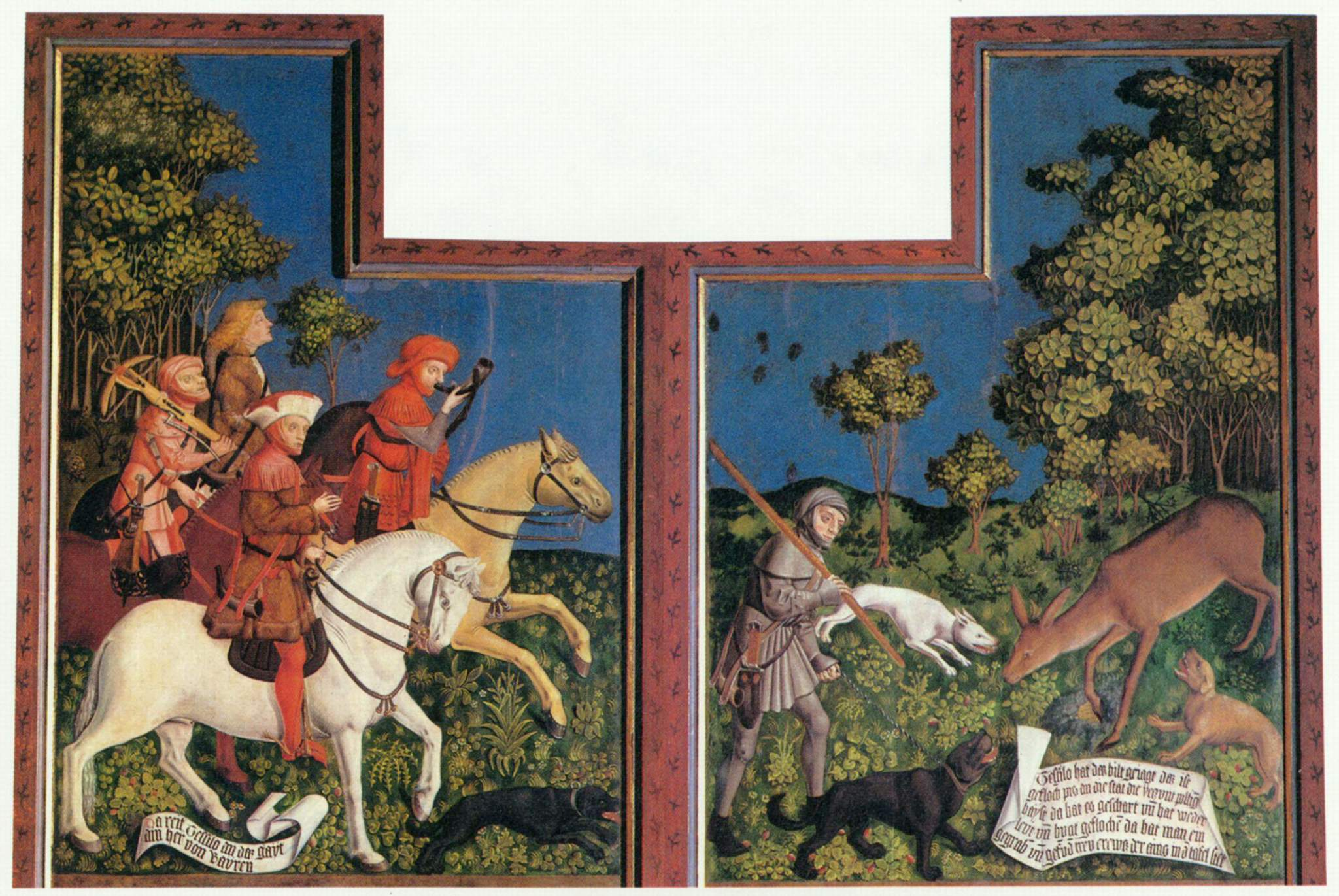
Meister der Pollinger Tafeln, oltářní křídla

Mistr z Pollingu (německy Meister der Pollinger Tafeln) byl pozdně gotický malíř činný v letech 1440–1450 na jihu Německa.

## Dílo
Malíř je označován podle Oltáře, který zhotovil pro Kolegiátní kostel svatého Kříže augustiniánských kanovníků v Pollingu. Je jedním ze zakladatelů tradice nového gotického realismu, jehož styl byl pravděpodobně ovlivněn současným uměním z Nizozemí.
Oltář byl v roce 1803 v době sekularizace převeden do Mnichova. Jedna část s výjevem Zvěstování je vystavena v Alte Pinakothek, další část s výjevem Obětování v chrámu je v Germanisches Nationalmuseum v Norimberku. Centrální část oltáře, která byla pravděpodobně vyřezávaná, je považována za ztracenou.